# Radomir Antić
Radomir Antić (Servisch: Радомир Антић) (Žitište, 22 november 1948 – Madrid, 6 april 2020) was een Joegoslavisch-Servisch voetballer en voetbaltrainer. Hij is de enige die coach is geweest van FC Barcelona, Real Madrid én Atletico Madrid.

## Loopbaan als speler
Antić speelde als profvoetballer bij Sloboda Uzice (1967-1970), Partizan Belgrado (1970-1977), Fenerbahçe (1977/78), Real Zaragoza (1978-1980) en Luton Town (1980-1984). Hij speelde één interland voor Joegoslavië: onder leiding van bondscoach Vujadin Boškov trad hij op 26 september 1973 na 82 minuten aan als vervanger van Franjo Vladić in de vriendschappelijke wedstrijd tegen Hongarije (1-1).

## Loopbaan als trainer
Antić begon in 1985 als trainer bij zijn oude club Partizan Belgrado. In 1988 vertrok hij naar Spanje waar hij achtereenvolgens werkzaam was bij Real Zaragoza (1988-1991), Real Madrid (1991/92), Real Oviedo (1992-1995), Atlético Madrid (1995-2000), opnieuw Real Oviedo (2000/01), FC Barcelona (januari-juni 2003) en uiteindelijk Celta de Vigo (januari-maart 2004). Het meeste succes had Antić met Atlético Madrid, waarmee hij in 1996 de dubbel won: de landstitel en de Spaanse beker.
Op het wereldkampioenschap voetbal 2010 was Antić bondscoach van het Servisch voetbalelftal. Ondanks een zege op Duitsland wist het land zich niet te plaatsen voor de volgende ronde, omdat Ghana en Australië in de groepsfase te sterk bleken voor de Serviërs. Op woensdag 15 september 2010 werd hij op straat gezet door de Servische voetbalbond. Zijn opvolger werd de 55-jarige Vladimir Petrović. Zijn laatste werkzaamheden waren in China.